# 大川ダム公園駅

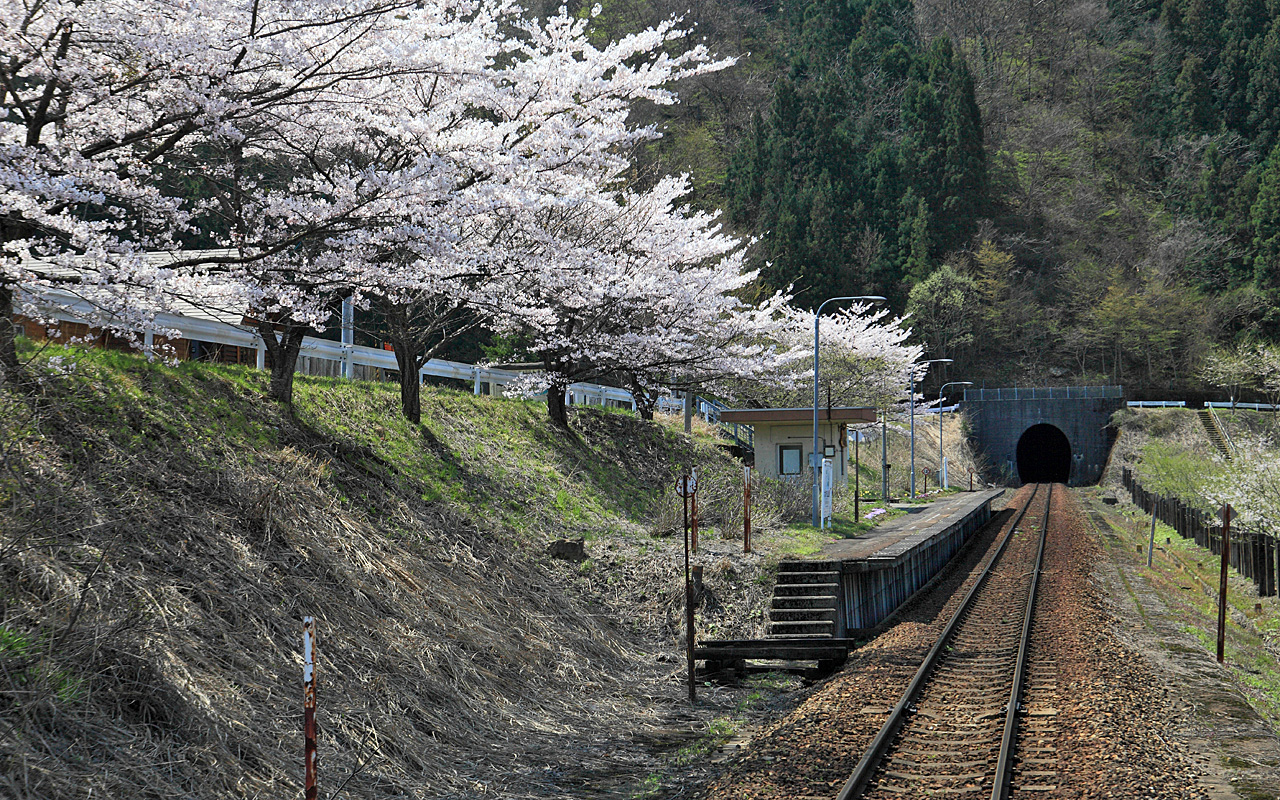
ホーム（2010年5月2日撮影）

大川ダム公園駅（おおかわダムこうえんえき）は、福島県会津若松市大戸町大字大川ロクロク石乙にある会津鉄道会津線の駅である。

## 歴史
- 1927年（昭和2年）11月1日 - 国有鉄道の舟子信号場（ふなこしんごうじょう）として開業。
- 1968年（昭和43年）10月17日 - 舟子仮乗降場（ふなこかりじょうこうじょう）開設[1]。
- 1980年（昭和55年）12月1日 - 大川ダム建設に伴い移設[2]。
- 1987年（昭和62年）
  - 4月1日 - 国鉄分割民営化により、 東日本旅客鉄道（JR東日本）の駅となる[1]。同時に舟子駅（ふなこえき）として駅に昇格[1]。
  - 7月16日 - 会津鉄道転換と同時に大川ダム公園駅に改称[1]。

## 駅構造
単式ホーム1面1線の地上駅。待合室があるのみの簡素な無人駅である。
駅名標には「山河美し丘の道」と記されている。

## 利用状況
- 会津鉄道 - 2016年度の1日平均乗車人員は3人であった[3]。

| 乗車人員推移 | 乗車人員推移     |
| 年度         | 一日平均乗車人員 |
| ------------ | ---------------- |
| 2000         | 11               |
| 2001         | 8                |
| 2002         | 8                |
| 2003         | 5                |
| 2004         | 5                |
| 2005         | 5                |
| 2006         | 5                |
| 2007         | 5                |
| 2008         | 3                |
| 2009         | 3                |
| 2010         | 3                |
| 2011         | 3                |
| 2012         | 3                |
| 2013         | 3                |
| 2014         | 0                |
| 2015         | 3                |
| 2016         | 3                |

## 駅周辺
若郷湖の北東部に位置しており、周辺に人家は少ない。直線距離ではおよそ2 km北方に芦ノ牧温泉があるが、当駅からのアクセスには適さない。
- 大川ダム
- 若郷湖東公園

## その他
舟子駅に昇格する以前の舟子信号場・舟子仮乗降場は、正式に認可されていないにもかかわらず客扱いをする「ヤミ駅」であり、時刻表にも載っていなかった。
会津線旧線は当駅の上三寄方の手前辺りから分岐しており、一部の旧線跡は若郷湖の底に沈んでいるが、旧舟子信号場跡地は水没しておらず、太陽光発電施設の一部となっている。また、旧線トンネルの一部も、近づくのは危険な上、入り口が柵で封鎖されているが、完全に水没はしていない。

## 隣の駅
会津鉄道
■会津線
□快速「リレー号」
通過
□快速「AIZUマウントエクスプレス」・□快速（無愛称の会津若松行き）・■普通（「リレー号」含む）
芦ノ牧温泉駅 - 大川ダム公園駅 - 芦ノ牧温泉南駅